# Pseudomonas cellulosa
"Pseudomonas cellulosa" é uma espécie de bactéria pseudomonad.